# 六三亭
六三亭是上海歷史上的一家日本料理店，是日本政要和日侨上层人物接待贵宾的宴会点。六三亭除了日本料理外，還提供藝伎服務。六三亭在六三園設有分店。

## 歷史
1900年，日本人白石六三郎在文监师路26号开设日本料理店，並且取名六三亭，是当时上海唯一的日本割烹店，后移至文监师路246号（今塘沽路346号）。

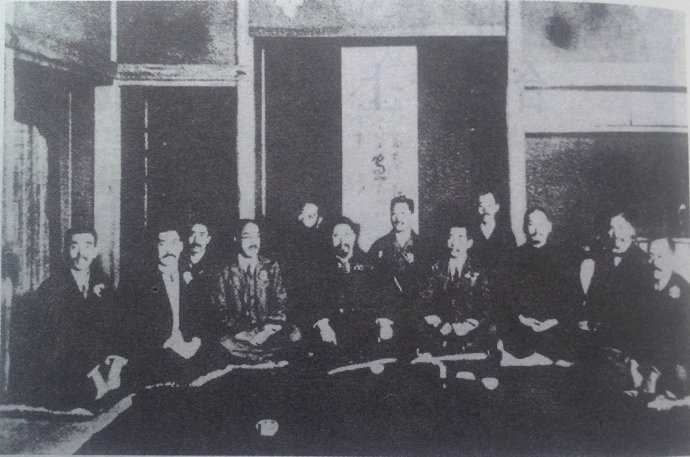
1912年孫中山在上海六三亭宴會

1912年4月4日和4月6日，孙中山来上海时，日本总领事有吉明及宫崎滔天等人分别在六三亭为其举行欢迎会。1922年7月，孙中山从广州抵达上海后，日本总领事船津辰一郎也在六三亭设宴招待孙中山。
1928年，上海日本总领事矢田七太郎在六三亭宴请北伐军总司令蒋介石。
1934年12月1日，日侨上层人物在六三亭招待上海市市长吴铁城、外交部常务次长唐有壬以及国际司长、总务司长等。
位於塘沽路的六三亭所在的建築一直保留至21世紀。